# JK 2015
JK 2015 (рус. Юлия Ковальчук 2015) — дебютный студийный сольный альбом российской певицы Юлии Ковальчук — экс-солистки группы «Блестящие». Релиз пластинки состоялся 9 июня 2015 года в онлайн-магазине iTunes. На диске представлено 14 композиций. Альбом получил смешанные отзывы критиков.

## История создания
По словам самой Юлии Ковальчук, альбом записывался в течение 5 лет: с 2010 по 2015 годы. В альбом также вошёл сингл «Толкни меня», который певица выпустила в 2008 году. Изначально, релиз альбома был назначен на май 2015 года. Название альбома состоит из инициалов певицы и года его выпуска, так как по её мнению, «поклонники довольно редко запоминают названия альбомов и годы их выпуска», поэтому она решила дать своему альбому простое название. Мастеринг альбома был сделан в США Брэдом Блэквудом, который также работал со многими мировыми исполнителями. Продюсером альбома выступила сама певица. Также она является автором слов и музыки к песням «Я слушаю море», «Между нами», «Поколение лета» и «Тебе…».
В 2012 году вышел клип на сингл «Между нами», который набрал более трёх миллионов просмотров на YouTube. В июле 2014 года был выпущен клип на песню «В заметки», снятый на мобильный телефон. Песня была записана и исполнена совместно с мужем Юлии Ковальчук — певцом Алексеем Чумаковым. В видеоклип были добавлены кадры со свадьбы пары в Испании. В мае 2015 года был выпущен клип на песню «В дым», в котором главную мужскую роль сыграл участник шоу «Танцы» Михаил Евграфов.
Презентация альбома состоялась 18 июня 2015 года в московском клубе Red. Концерт был посвящён бывшей коллеге Юлии по группе «Блестящие» Жанне Фриске, скончавшейся от опухоли головного мозга за три дня до презентации. Несмотря на это, друзья Фриске на данное мероприятие не пришли, раскритиковав Юлию за то, что та не отменила концерт. По словам певицы, все денежные средства, собранные от продажи билетов, перечислены в благотворительный фонд Константина Хабенского. 29 октября в ресторане Soho Rooms состоялось награждение премией журнала Оксаны Фёдоровой MODA topical, на котором альбом одержал победу в номинации «Прорыв года».
29 января 2016 года песня «Стать чужими», записанная совместно с исполнителем Vova, была выпущена в виде сингла. 25 апреля был снят клип на эту композицию.

## Реакция критиков
Алексей Мажаев из агентства InterMedia поставил альбому 3 балла из 5. Рецензент посчитал, что песня «В заметки», записанная совместно с Алексеем Чумаковым, «слегка разочаровывает — это просто нежный любовный дуэт людей, пользующихся сервисами мобильных телефонов». По мнению Мажаева, в песнях «Шоколад», «Мохито» и «Поколение лета» «певица старается выглядеть жгучей и весёлой, но всё равно получается сдержанно и вкрадчиво». Рецензентом был отмечен воркующий голос певицы, который «может погрузить в приятный анабиоз, из-за которого потребитель может пропустить многие из экспериментальных текстовых образов». Также рецензент отметил деликатность Юлии, так как, по его мнению, «в треках она аккуратно использует и электронику, и речитатив, и восточные мотивы», при этом посчитав, что «многие слушатели ничего не заметят и воспримут альбом как не более чем приятный фон».

## Список композиций
| №   | Название                                     | Текст песни                     | Музыка              | Длительность |
| --- | -------------------------------------------- | ------------------------------- | ------------------- | ------------ |
| 1.  | «В дым»                                      | Андрей Беляев                   | Евгений Бардаченко  | 3:25         |
| 2.  | «Стать чужими» (совместно с Vova)            | Юлия Войс                       | Юлия Войс           | 3:30         |
| 3.  | «В заметки» (совместно с Алексеем Чумаковым) | Аркадийс Котковс                | Аркадийс Котковс    | 4:12         |
| 4.  | «Шоколад»                                    | Андрей Беляев                   | Евгений Бардаченко  | 3:06         |
| 5.  | «Мохито»                                     | Алексей Чумаков, Алексей Гришин | Алексей Чумаков     | 3:28         |
| 6.  | «Я слушаю море»                              | Юлия Ковальчук                  | Юлия Ковальчук      | 4:31         |
| 7.  | «Пулями»                                     | Андрей Беляев                   | Евгений Бардаченко  | 3:30         |
| 8.  | «Толкни меня»                                | Константин Арсеньев             | Константин Арсеньев | 3:52         |
| 9.  | «Только твоя»                                | Денис Хрущёв                    | Тарас Демчук        | 3:45         |
| 10. | «Между нами»                                 | Юлия Ковальчук                  | Юлия Ковальчук      | 3:31         |
| 11. | «Самураи»                                    | Константин Арсеньев             | Константин Арсеньев | 4:01         |
| 12. | «Прямо в сердце»                             | Константин Арсеньев             | Алексей Чумаков     | 3:20         |
| 13. | «Поколение лета»                             | Юлия Ковальчук                  | Юлия Ковальчук      | 3:54         |
| 14. | «Тебе...»                                    | Юлия Ковальчук                  | Юлия Ковальчук      | 5:26         |

## Участники записи
- Вокал — Юлия Ковальчук, Алексей Чумаков (дорожка 3), Vova (дорожка 2)
- Аранжировка — Алексей Чумаков (дорожки 12, 14), Кирилл Афонин (дорожки 1-3, 6, 7, 12), Олег Белов (дорожки 2-4, 7, 14)
- Перкуссия — Алексей Чумаков (дорожки 4, 6, 13, 14)
- Бас-гитара — Кирилл Афонин (дорожки 2-4, 7, 14), гитара (дорожки 3, 7)
- Гитара — Олег Белов (дорожки 4, 5, 8-10), Кирилл Афонин (дорожки 3, 7), Анатолий Мачуленко (дорожка 4), Дмитрий Колёсов (дорожки 3-5, 13), Геннадий Лаврентьев (дорожка 6)
- Барабаны — Пётр Ившин (дорожка 4)
- Синтезатор — Тарас Демчук (дорожка 9), Павел Егоров (дорожки 1, 14)
- Клавишные — Павел Егоров (дорожки 1, 14)
- Мастеринг — Brad Blackwood
- Микширование — Dave Dillback, Sean Moffit
- Оркестр — Lege Artis (дорожка 14)
- Продюсирование — Юлия Ковальчук
- Музыкальное продюсирование — Алексей Чумаков
- Фотография — Александра Белоус, Дмитрий Исхаков, Евгений Грибов, Юрий Столяр
- Запись — Андрей Коноплев, Антон Парамонов, Денис Колесников, Игорь Полудюк, Николай Демидов
- Дизайн — Павел Терентьев